# Alte Zivilkanzlei (Brügge)

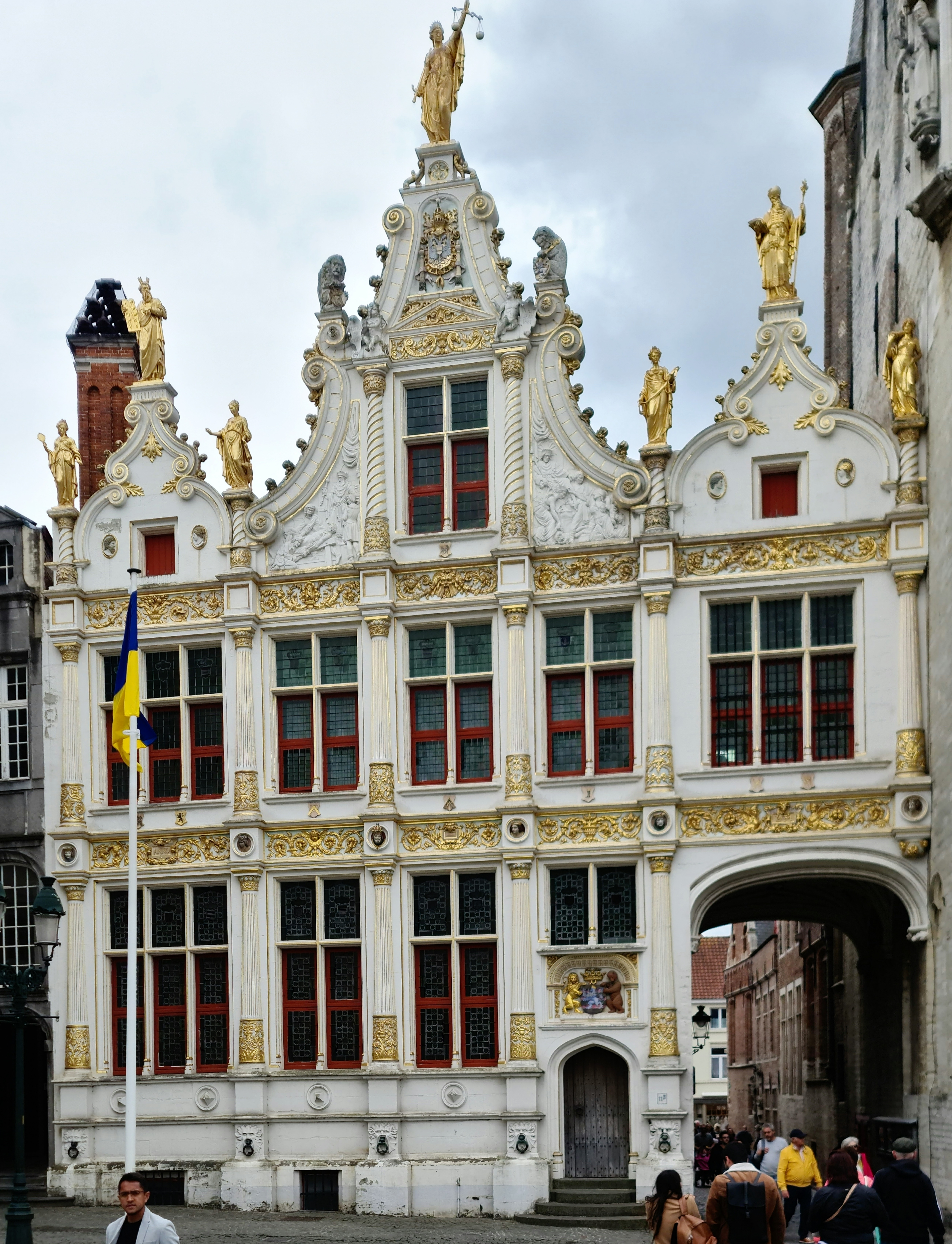
Fassade der Alten Zivilkanzlei

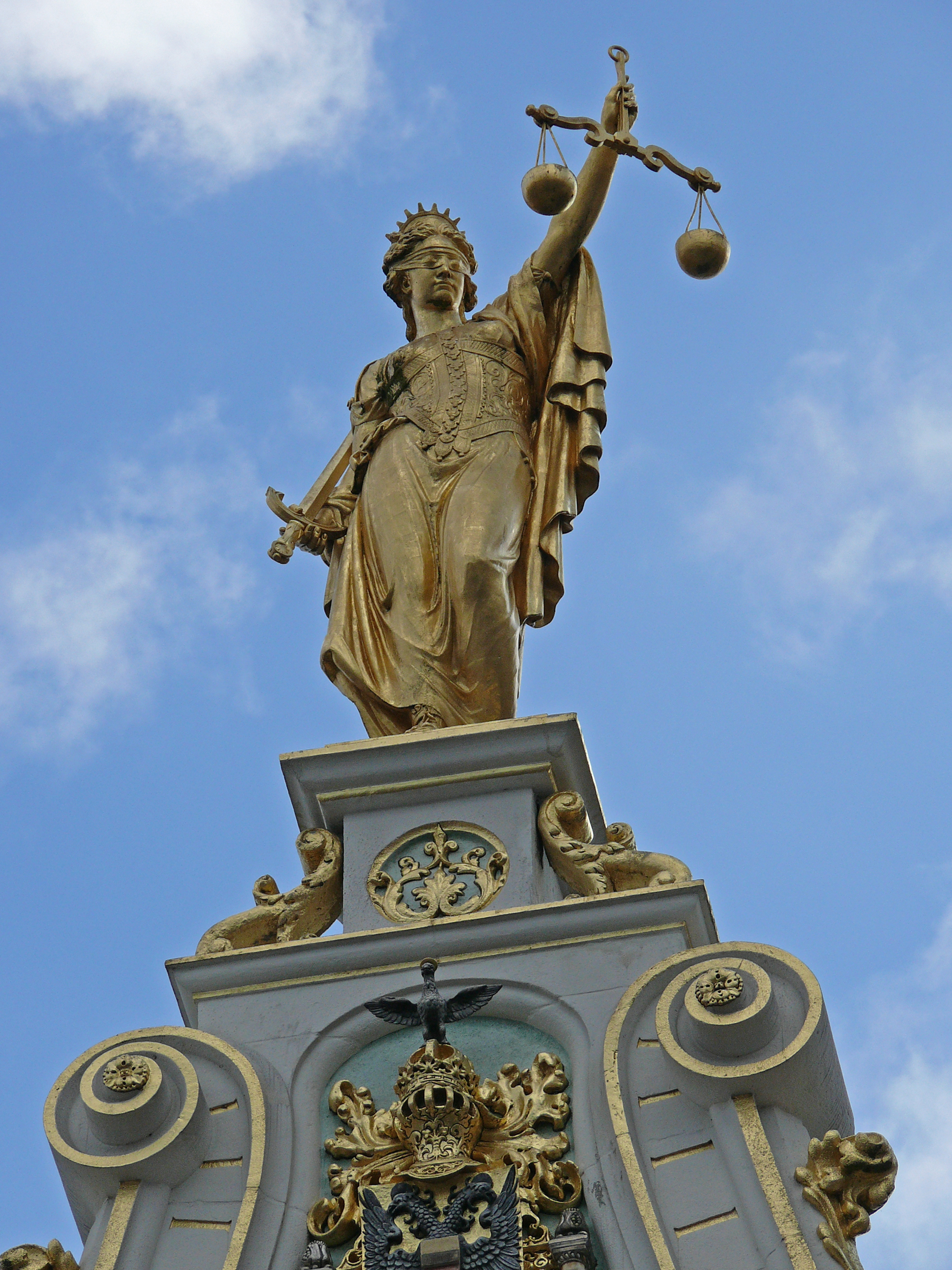
Bild der Frau Justitia von Hendrick Pickery

Die Alte Zivilkanzlei (niederländisch: Oude Civiele Griffie) ist eines der ältesten Renaissancegebäude von Flandern. Sie befindet sich am Burgplatz in Brügge zwischen dem Landeshaus des Brügger Freiamts und dem Rathaus.
Sie wurde 1537 fertiggestellt und war der Sitz des Kanzleileiters des Zivilgerichts, der zu den wichtigsten Stadtbeamten gehörte. Die Fassade wurde vollständig aus Naturstein errichtet und ist reichlich mit Skulpturen versehen. Die Bronzeskulpturen wurden 1883 vom Brügger Bildhauer Hendrik Pickery angefertigt.
Das Gebäude wurde dreimal restauriert. Die erste Restaurierung (1877–1881) wurde unter der Leitung des Stadtarchitekten Louis Delacenserie durchgeführt. Er restaurierte oder fügte Skulpturen, Verzierungen und Polychromie hinzu, sodass das Gebäude gegenwärtig wieder im ursprünglichen Glanz des 16. Jahrhunderts erstrahlt. 1980 wurden die Fassaden nach einer Voraushärtung gereinigt. Eine in den Jahren 1993 bis 1996 durchgeführte wissenschaftliche Untersuchung führte zu einer dritten Restaurierung im Jahre 2001. Bei der letzten Restaurierung wurde versucht, das Gebäude wieder in der ursprünglichen Farbenpracht erstrahlen zu lassen.
Das Gebäude wurde 1942 unter Denkmalschutz gestellt und im September 2009 als unbewegliches Kulturgut ausgewiesen. Das Gebäude wird gegenwärtig immer noch von der Stadtverwaltung von Brügge genutzt.